# Giardino esotico di Monaco

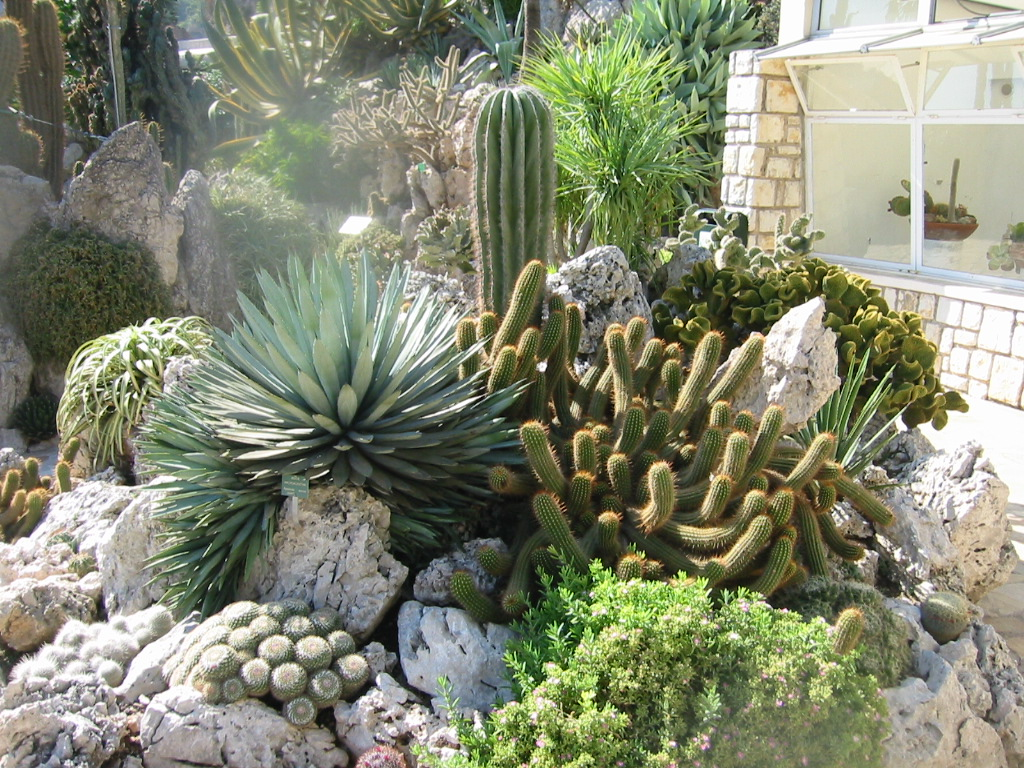
Cactus nel giardino esotico di Monaco

Il giardino esotico di Monaco è un giardino botanico situato nel Principato di Monaco, nel quartiere di Les Révoires.
Concepito dall'ingegnere monegasco Louis Notari su desiderio del principe Luigi II, il giardino è stato aperto al pubblico nel 1933, e presenta molte piante succulente, in particolare cactus.
All'interno del giardino si apre una grotta (detta "grotta dell'osservatorio") decorata da numerose stalattiti e stalagmiti. Le grotte, il cui ingresso è posizionato in uno dei punti più alti del Principato, scendono fin sotto il livello del mare. Vi sono state rinvenute anche tracce di presenze umane risalenti alla preistoria. Un museo di antropologia preistorica situato nel giardino espone numerosi reperti.